# Zdzisław Lis
Zdzisław Jerzy Lis (ur. 5 maja 1950 w Warszawie) – polski inżynier i działacz samorządowy, w latach 2010–2018 burmistrz Piaseczna.

## Życiorys
Ukończył studia na Wydziale Mechaniki Precyzyjnej Politechniki Warszawskiej. Pracował m.in. w przedsiębiorstwie Polkolor i następnie w Thomson Multimedia Polska. W 2003 wstąpił do Platformy Obywatelskiej, pełnił kolejno funkcje przewodniczącego koła PO w Piasecznie, w 2010 został przewodniczącym struktury powiatowej tej partii
W wyborach w 2006 bez powodzenia kandydował do rady miejskiej Piaseczna. W latach 2008–2009 zajmował stanowisko wiceburmistrza miasta i gminy Piaseczno. 5 grudnia 2010, w drugiej turze kolejnych wyborów samorządowych został wybrany na burmistrza, pokonując dotychczas sprawującego tę funkcję Józefa Zalewskiego. Stanowisko burmistrza objął 14 grudnia 2010. W 2014 z powodzeniem ubiegał się o reelekcję, wygrywając ponownie w drugiej turze ze swoim poprzednikiem. W 2018 nie kandydował w wyborach na burmistrza. Uzyskał natomiast mandat radnego powiatu piaseczyńskiego, objął następnie stanowisko wicestarosty. W 2024 utrzymał mandat radnego powiatu na kolejną kadencję, a następnie został powołany na członka zarządu powiatu.